# تومي أهليرز
تومي أهليرز (بالدنماركية: Tommy Ahlers) (ولد في 18 نوفمبر 1975) هو وزير العلوم والتكنولوجيا والمعلومات والتعليم العالي الدنماركي، ومدير تنفيذي لشركات أشهرها موقع الشبكات الاجتماعية والنسخ الاحتياطي المحمول شركة زي واي بي، وشركة بوديو.

## المسيرة المهنية والسياسية

### المسيرة المهنية
تحصل أهليرز على درجة الماجستير في القانون من جامعة كوبنهاغن، وتخرج في عام 2000.
كان يعمل سابقًا لدى شركة مكينزي أند كومباني لأكثر من أربع سنوات، حيث شغل منصب مدير يعمل مع مشغلي شبكات الجوّال لتشكيل استراتيجياتهم. بالإضافة إلى زي واي بي، عمل أيضًا مع شركة ناشئة أخرى، والتي قدمت خدمة الرسائل القصيرة إلى مستخدمي الهواتف المحمولة.
كان مقر شركة زي واي بي في الدنمارك، ولها مكاتب في كامبريدج ولندن، في المملكة المتحدة. واحتفظت الشركة بمقرها في كوبنهاغن في أعقاب استحواذها من قبل فودافون، حيث قامت شركة فودافون بدمج الشركة في قسم خدمات الإنترنت.
شارك أهليرز في النسخة الدنماركية من برنامج «العرين». في 19 يناير عام 2016، استثمر في أستراليس، وهو أحد كبار فرقاء الألعاب المحترفين.

### المسيرة السياسية
عين تومي أهليرز في 2 مايو 2018 وزيراً للتعليم العالي والعلوم في الدنمارك، وكان قد انظم قبل ذلك إلى الحزب الليبرالي.

## الحياة الخاصة
أعلن أهليرز في يوليو/تموز 2018 عن كونه مزدوج الميول الجنسية. أهليرز لديه طفلان من زواج سابق بامرأءة انتهى في عام 2012. وقال إنه واعد الرجال فقط بعد الانفصال عن زوجته، لكنه بدأ مواعدة امرأة في الصيف الماضي ولا يزالان معا.